# Список глав государств в 1011 году
Список глав государств в 1010 году — 1011 год — Список глав государств в 1012 году — Список глав государств по годам

## Азия
- Аббасидский халифат — Аль-Кадир Биллах, халиф (991 — 1031)
- Армения —
  - Анийское царство — Гагик I, царь (989 — 1020)
  - Васпураканское царство — Сенекерим Арцруни, царь (1003 — 1021)
  - Карсское царство — Аббас, царь (984 — 1029)
  - Сюникское царство — Васак, царь (998 — 1040)
  - Ташир-Дзорагетское царство — Давид I Безземельный, царь (989 — 1048)
- Вайтхали[англ.] — Нга Пин Нга Тон, царь[англ.] (994 — 1018)
- Газневидское государство — Махмуд Газневи, султан (998 — 1030)
- Грузинское царство — Баграт III, царь (1008 — 1014)
  - Сумбат III, эристави (Кларджети) (993 — 1011)
- Гуриды — Абу Али ибн Мухаммад, малик (1011 — 1035)
- Дайковьет — Ли Тхай То, император[англ.] (1009 — 1028)
- Дали — Дуань Сулянь, король (1009 — 1022)
- Индия —
  - Венги (Восточные Чалукья) — 
    - Сактиварман I,, махараджа (999 — 1011)
    - Вималадитья, махараджа (1011 — 1022)

  - Гурджара-Пратихара — Раджапала, махараджа (960 — 1018)
  - Западные Чалукья[англ.] — Викрамадитья V, махараджа (1008 — 1015)
  - Камарупа — Го Пала, махараджадхираджа[англ.] (990 — 1015)
  - Качари[англ.] — Удитья, царь[англ.] (1010 — 1040)
  - Кашмир (Лохара) — Санграмараджа, царь[англ.] (1003 — 1028)
  - Одиша (Орисса) — Нахуса, махараджа[англ.] (1005 — 1021)
  - Пала — Махипала, царь (988 — 1038)
  - Парамара[англ.] — Бходжа, махараджа[англ.] (1010 — 1055)
  - Соланки — Дурлабхараджа, раджа (1009 — 1021)
  - Харикела (династия Чандра) — Ладахачандра, махараджадхираджа[англ.] (ок. 1000 — ок. 1020)
  - Чера — Баскара Рави Варман I, махараджа (962 — 1019)
  - Чола — Раджараджа Чола I Великий, махараджа (985 — 1014)
  - Ядавы (Сеунадеша) — Весуги I, махараджа (1005 — 1025)
- Индонезия —
  - Сунда — Прабу Браявисеса, король (989 — 1012)
  - Шривиджая — Шри Мара-Вийяоттунггаварман, шри-махараджа (ок. 1008 — 1017)
- Иран —
  -  Буиды — Баха ад-Даула, шаханшах (997 — 1012)
    - Керман — Баха ад-Даула, эмир (999 — 1012)
    - Рей — Маджд ад-Даула, эмир (997 — 1028)
    - Фарс — Баха ад-Даула, эмир (998 — 1012)

  -  Раввадиды — Мамлан I, эмир (988 — 1019)
- Йемен —
  -  Зийядиды — Абдалла ибн Исхак, эмир (981 — ок. 1012)
- Караханидское государство — Наср ибн Али Арслан-хан, хан (998 — 1017)
- Китай (Империя Сун) — Чжэнь-цзун (Чжао Хэн), император (997 — 1022)
- Кхмерская империя (Камбуджадеша) — Сурьяварман I, император (ок. 1010 — 1050)
- Кахетия — Квирике III Великий, князь[англ.] (1010 — ок. 1039)
- Корея (Корё)  — Хёнджон, ван (1009 — 1031)
- Ляо — Шэн-цзун, император (982 — 1031)
- Паган — Кунсо Чаунпью, король[англ.] (1001 — 1021)
- Раджарата (Анурадхапура) — Махинда V, король (1001 — 1017)
- Тбилисский эмират — Али бен Джаффар, эмир (981 — 1032)
- Шеддадиды (Гянджинский эмират) — Фадл I ибн Мухаммад, эмир (985 — 1031)
- Ширван — Язид ибн Ахмад, ширваншах (991 — 1027)
- Япония — 
  - Итидзё, император (986 — 1011)
  - Сандзё, император (1011 — 1016)

## Африка
- Гао — Бай Кай Кими, дья (ок. 990 — ок. 1020)
- Зириды — Бадис ан-Насир, эмир (995 — 1016)
- Канем — Хайома, маи (961 — 1019)
- Килва — Аль-Хасан ибн Сулейман ибн Али, султан (ок. 1007 — ок. 1023)
- Макурия — Рафаил, царь (ок. 999 — ок. 1030)
- Фатимидский халифат — Аль-Хаким Биамриллах, халиф (996 — 1021)
- Эфиопия — Герма Сеюм, император (999 — 1039)

## Европа
- Англия — Этельред II Неразумный, король (978 — 1013, 1014 — 1016)
- Болгарское царство — Самуил, царь (997 — 1014)
- Бургундское королевство (Арелат) — Рудольф III Ленивый, король (993 — 1032)
  - Прованс —
    - Ротбальд III, маркиз (1008 — ок. 1014)
    - Гильом II Благочестивый, граф (993 — 1018)
- Венгрия — Стефан (Иштван) I Святой, король (1001 — 1038)
- Венецианская республика — Оттон Орсеоло, дож (1009 — 1026)
- Византийская империя — Василий II Болгаробойца, император (963, 976 — 1025)
- Волжская Булгария — Абу Исхак Ибрагим ибн Мухаммад, хан[англ.] (ок. 1006 — ок. 1026)
- Гасконь — Санш VI Гильом, герцог (1009 — 1032)
  - Арманьяк — Жеро I Транкалеон, граф (ок. 995 — 1020)
  - Фезансак — Бернар I Одон, граф (ок. 985 — ок. 1020)
- Дания — Свен I Вилобородый, король (986/987 — 1014)
- Дербентский эмират — Мансур I ибн Маймун, эмир (1002 — 1034)
- Дукля — Иван Владимир, жупан (990 — 1016)
- Ирландия — Бриан Бору, верховный король (1002 — 1014)
  - Айлех — Флайтбертах Уа Нейлл, король (1004 — 1031, 1033 — 1036)
  - Дублин — Ситрик IV Шёлковая Борода, король (993 — 994, 995 — 1036)
  - Коннахт — Тадг III, король (1010 — ок. 1030)
  - Лейнстер — Маэл Морда, король (1003 — 1014)
  - Миде — Маэлсехнайлл мак Домнайлл, король (976 — 1022)
  - Мунстер — Бриан Бору, король (978 — 1014)
  - Ольстер — Ниалл мак Дуйб Туйнне, король (1007 — 1016)
- Испания —
  - Ампурьяс — Уго I, граф (991 — 1040)
  - Барселона — Рамон Боррель I, граф (992 — 1017)
  - Бесалу — Бернардо I Таллаферо, граф (988 — 1020)
  - Кастилия — Санчо Гарсия Законодатель, граф (995 — 1017)
  - Конфлан и Серданья — Вифред II, граф (988 — 1035)
  - Кордовский халифат — Хишам II, халиф (976 — 1009, 1010 — 1013)
    - Альпуэнте (тайфа) — Абдаллах I ибн Касим Низам аль-Давла, эмир (1009 — 1030)
    - Аркос (тайфа) — Мухаммад I аль-Джазари Имад ад Давла, эмир (1011 — ок. 1029)
    - Валенсия (тайфа) — 
      - Мубаррак, эмир (ок. 1010 — 1017)
      - Музаффар, эмир (ок. 1010 — 1017)

    - Дения (тайфа) — Муджахид аль-Муваффак, эмир (ок. 1010 — 1045)
    - Мурсия (тайфа) — Хайран, эмир (1011 — 1014)
    - Тортоса (тайфа) — Лабиб аль-Амири аль-Фата, эмир (1010 — 1039/1040)

  - Леон — Альфонсо V Благородный, король (999 — 1028)
  - Наварра — Санчо III Великий, король (ок. 1004 — 1035)
  - Пальярс — Суньер I, граф (948 — ок. 1011)
    - Пальярс Верхний — Гильем II, граф (ок. 1011 — ок. 1035)
    - Пальярс Нижний — Рамон III (IV), граф (ок. 1011 — ок. 1047)

  - Рибагорса — 
    - Тода, графиня (1003 — 1011)
    - Гильем II, граф (1011 — ок. 1017)

  - Урхель — Эрменгол II Странник, граф (1010 — 1038)
- Италия —
  - Амальфи — Сергий II, герцог[англ.] (1007 — 1028)
  - Беневенто — Пандульф II Старый, князь (981 — 1014)
  - Гаэта — Иоанн IV, герцог[англ.] (1008 — 1012)
  - Капуя — 
    - Пандульф II Молодой, князь (1007 — 1022)
    - Пандульф III (II) Старый, князь (1007 — 1014)

  - Неаполь — Сергий IV, герцог (1002 — 1027, 1029 — 1034)
  - Салерно — Гвемар III, князь (994 — 1027)
- Киевская Русь (Древнерусское государство) — Владимир Святославич, великий князь Киевский (978 — 1015)
  -  Волынское княжество — Всеволод Владимирович, князь (988 — ок. 1013)
  -  Древлянское княжество — Святослав Владимирович, князь (990 — 1015)
  -  Новгородское княжество — Ярослав Владимирович Мудрый, князь (ок. 1010 — 1034)
  -  Полоцкое княжество — Брячислав Изяславич, князь (1003 — 1044)
  -  Ростовское княжество — Борис Владимирович, князь (1010 — 1015)
  -  Смоленское княжество — Станислав Владимирович, князь (988 — ок. 1015)
  -  Тмутараканское княжество — Мстислав Владимирович Храбрый, князь (ок. 1010 — 1036)
  -  Туровское княжество — Святополк Владимирович Окаянный, князь (988 — 1015)
- Норвегия — 
  - Свен I Вилобородый, король (1000 — 1014)
  - Эйрик, ярл (1000 — 1014)
- Папская область — Сергий IV, папа римский (1009 — 1012)
- Польша — Болеслав I Храбрый, князь (992 — 1025)
- Португалия — Альвито Нуньес, граф (1008 — 1015)
- Священная Римская империя — Генрих II Святой, король Германии (1002 — 1014)
  - Австрийская (Восточная) марка — Генрих I Сильный, маркграф (994 — 1018)
  - Бавария — Генрих IV (император Генрих II), герцог (995 — 1005, 1009 — 1017)
  - Верхняя Лотарингия — Тьерри I, герцог (978 — 1026)
  - Голландия — Дирк III Иерусалимский, граф (993 — 1039)
  - Иврейская марка — Ардуин, маркграф, король Италии (990 — 1014)
  - Каринтия — 
    - Конрад I, герцог (1004 — 1011)
    - Адальберо, герцог (1011 — 1035)

  - Лувен — Ламберт I, граф (998 — 1015)
  - Лужицкая (Саксонская Восточная) марка — Геро II, маркграф (993 — 1015)
  - Люксембург — Генрих I, граф (998 — 1026)
  - Мейсенская марка — Герман I, маркграф (1009 — 1038)
  - Намюр — 
    - Альберт I, граф (ок. 974 — ок. 1011)
    - Роберт II, граф (ок. 1011 — ок. 1031)

  - Нижняя Лотарингия — Оттон II, герцог (991 — ок. 1012)
  - Монферрат — Гульельмо III, маркграф (991 — 1042)
  - Рейнский Пфальц — Эццо, пфальцграф (994 — 1034)
  - Саксония — 
    - Бернхард I, герцог (973 — 1011)
    - Бернхард II, герцог (1011 — 1059)

  - Северная марка — Бернхард I Старший, маркграф (1009 — ок. 1018)
  - Сполето — Раньери I, герцог (1010 — 1020)
  - Тосканская марка — Бонифаций III, маркграф (1004 — 1011)
  - Чехия — Яромир, князь (1003, 1004 — 1012, 1033 — 1034)
  - Швабия — Герман III, герцог (1003 — 1012)
  - Штирия (Карантанская марка) — Адальберо I, маркграф (1000 — 1035)
  - Эно (Геннегау) — Ренье IV, граф (998 — 1013)
- Сицилийский эмират — Джафар ибн Юсуф, эмир (998 — 1019)
- Уэльс —
  - Гвент —
    - Родри ап Элисед, король (983 — 1015)
    - Грифид ап Элисед, король (983 — 1015)

  - Гвинед — Айдан ап Блегиврид, король (1005 — 1018)
  - Гливисинг —
    - Хивел ап Оуэн, король (990 — 1043)
    - Иестин ап Оуэн, король (990 — 1015)

  - Дехейбарт — 
    - Эдвин ап Эйнион, король (1005 — 1018)
    - Каделл ап Эйнион, король (1005 — 1018)
- Франция — Роберт II Благочестивый, король (996 — 1031)
  - Аквитания — Гильом V Великий, герцог (995 — 1030)
  - Ангулем — Гильом IV, граф (988 — 1028)
  - Анжу — Фульк III Нерра, граф (987 — 1040)
  - Блуа — Эд II, граф (1004 — 1037)
  - Бретань — Ален III, герцог (1008 — 1040)
    - Нант — Будик, граф (1004 — 1038)
    - Ренн — Ален III, граф (1008 — 1040)

  - Булонь — Бодуэн II, граф (990 — 1033)
  - Бургундия (графство) — Отто Гильом, граф (982 — 1026)
  - Вермандуа — Оттон, граф (1010 — 1045)
  - Готия —
    - Гуго, граф Руэрга, маркиз (1008 — 1054)
    - Гильом III Тайлефер, маркиз (ок. 978 — 1037)

  - Каркассон — Роже I, граф (ок. 957 — ок. 1012)
  - Макон — Оттон II, граф (1004 — 1049)
  - Мо и Труа — Этьен I де Блуа, граф (995 — 1022)
  - Мэн — Гуго III, граф (980/992 — 1014)
  - Невер — Ландри де Мансо, граф (989 — 1028)
  - Нормандия — Ричард II Добрый, герцог (996 — 1026)
  - Овернь — Гильом IV, граф (989 — 1016)
  - Руссильон — Гислаберт I, граф (991 — 1013)
  - Руэрг — Гуго, граф (1008 — 1054)
  - Тулуза — Гильом III Тайлефер, граф (ок. 978 — 1037)
  - Фландрия — Бодуэн IV Бородатый, граф (987 — 1035)
  - Шалон — Гуго I, граф (979 — 1039)
- Хорватия — 
  - Крешимир III, король (1000 — 1030)
  - Гоислав, король (1000 — 1020)
- Швеция — Олаф Шётконунг, король (995 — 1022)
- Шотландия (Альба) — Малькольм II Разрушитель, король (1005 — 1034)

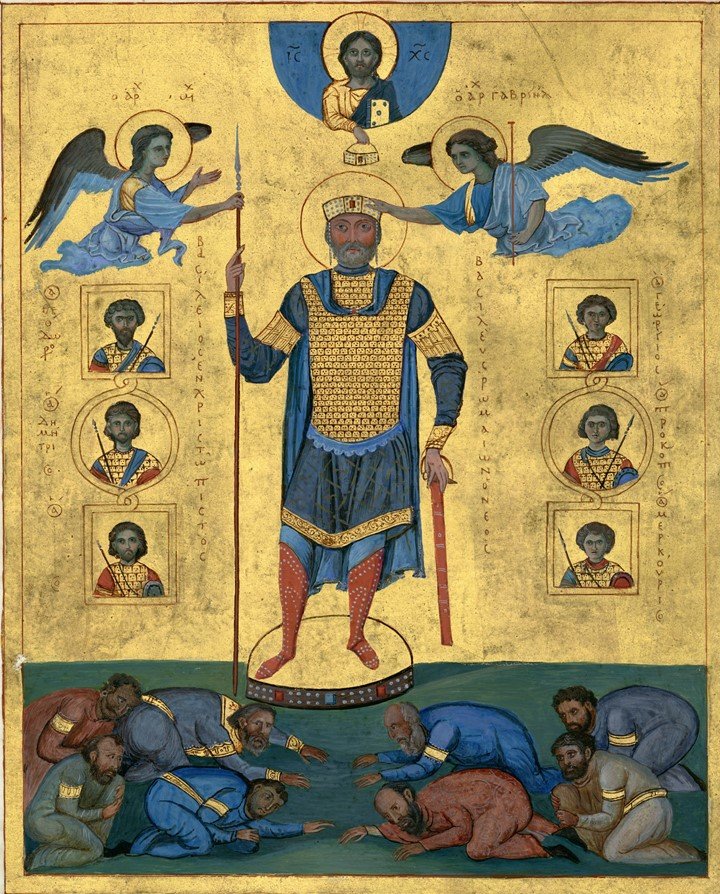
Василий II Болгаробойца 976-1025 Император Византии
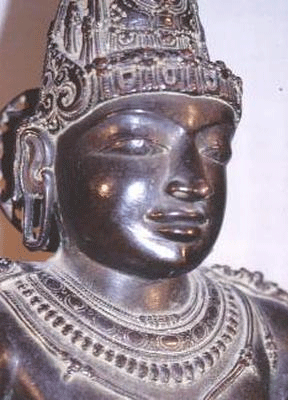
Раджараджа Чола I Великий 985-1014 Махараджа Чола
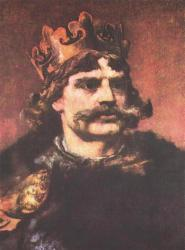
Болеслав I Храбрый 992-1025 Князь Польши
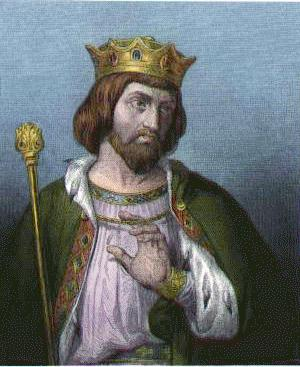
Роберт II Благочестивый 996-1031 Король Франции
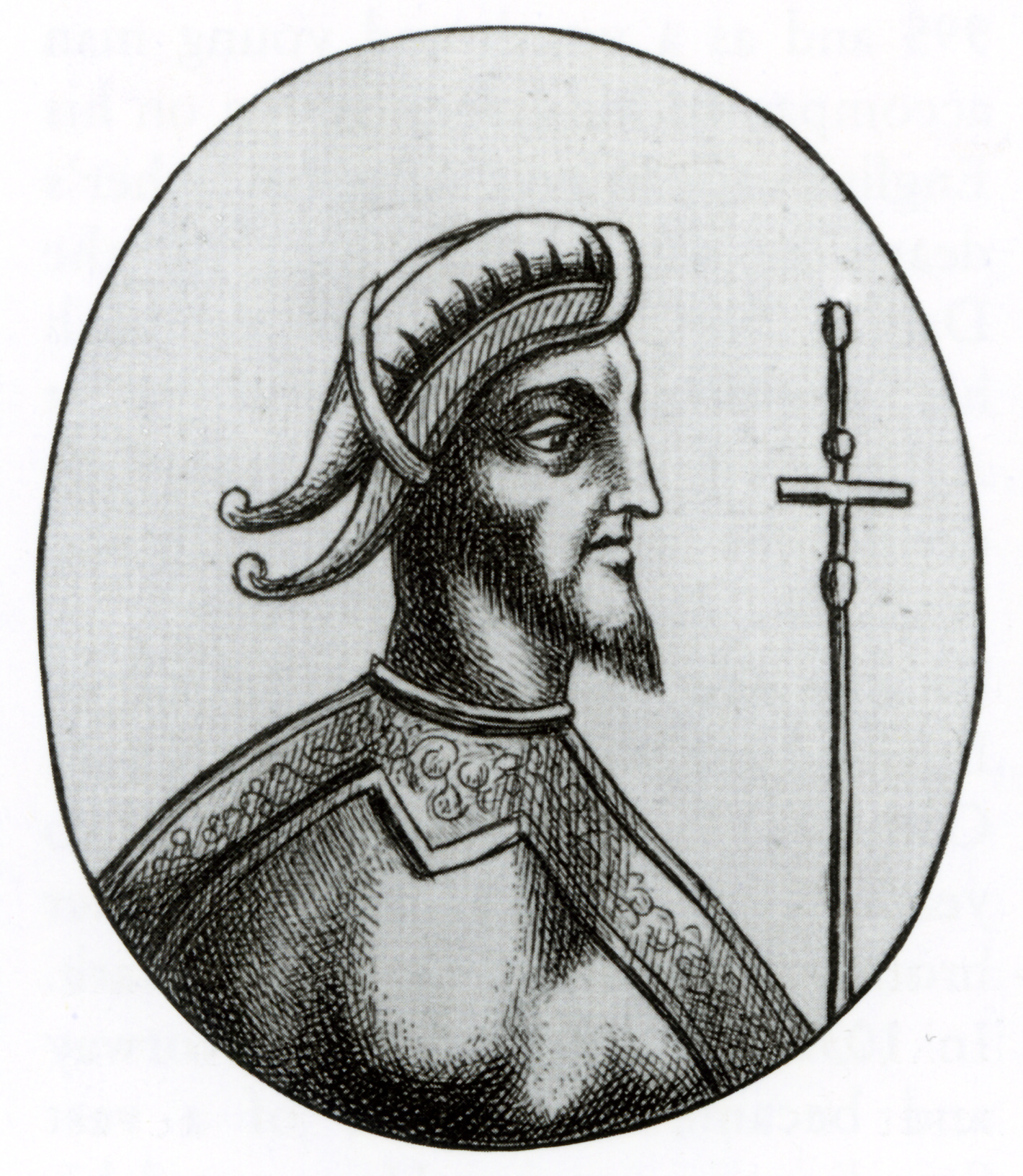
Свен I Вилобородый 987-1014 Король Дании и Норвегии
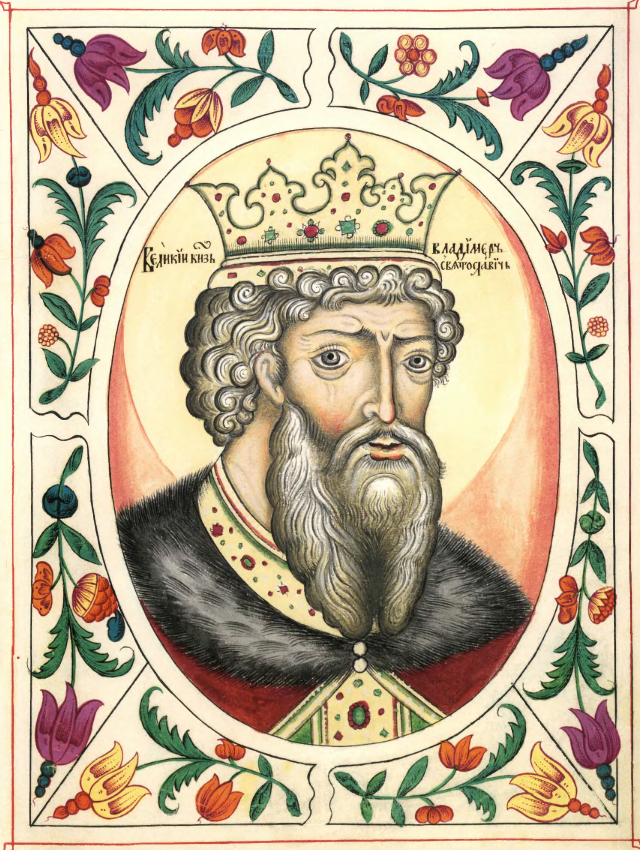
Владимир Святославич 978-1015 Великий князь Киевский
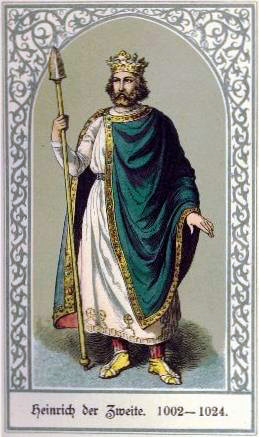
Генрих II 1002-1014 Король Германии
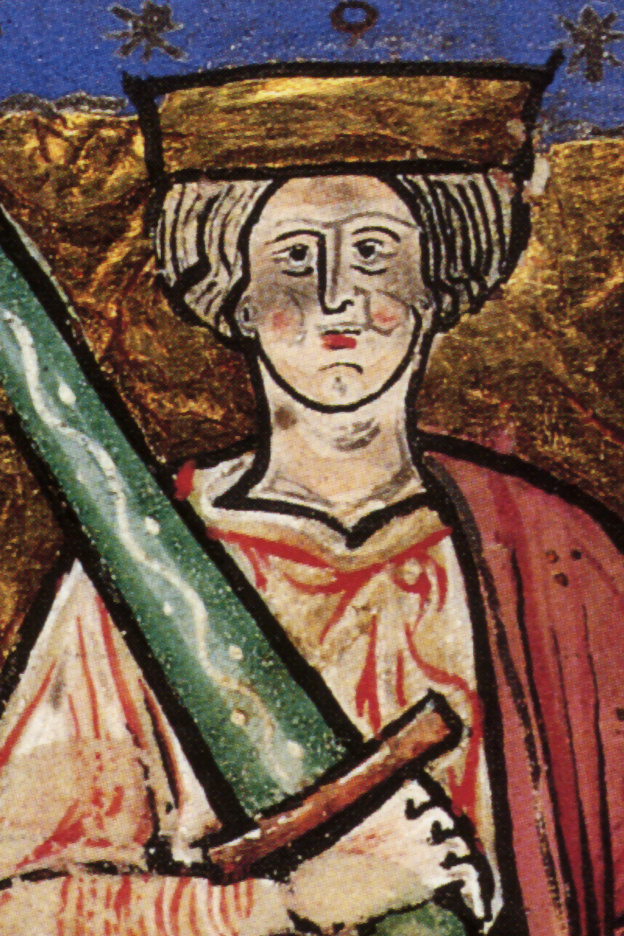
Этельред II Неразумный 978-1013,1014-1016 Король Англии
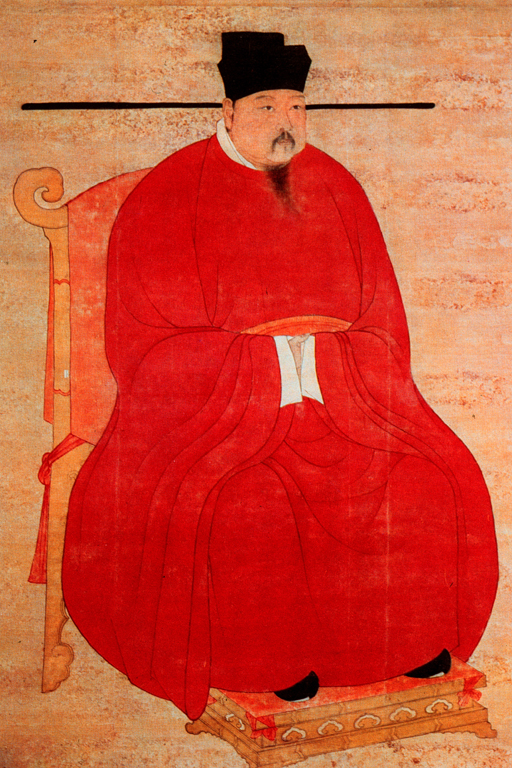
Чжэнь-цзун 997-1022 Император Китая
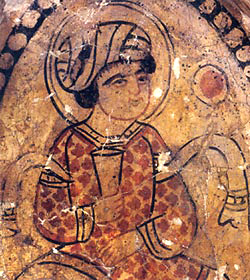
Аль-Хаким Биамриллах 996-1021 Фатимидский халиф
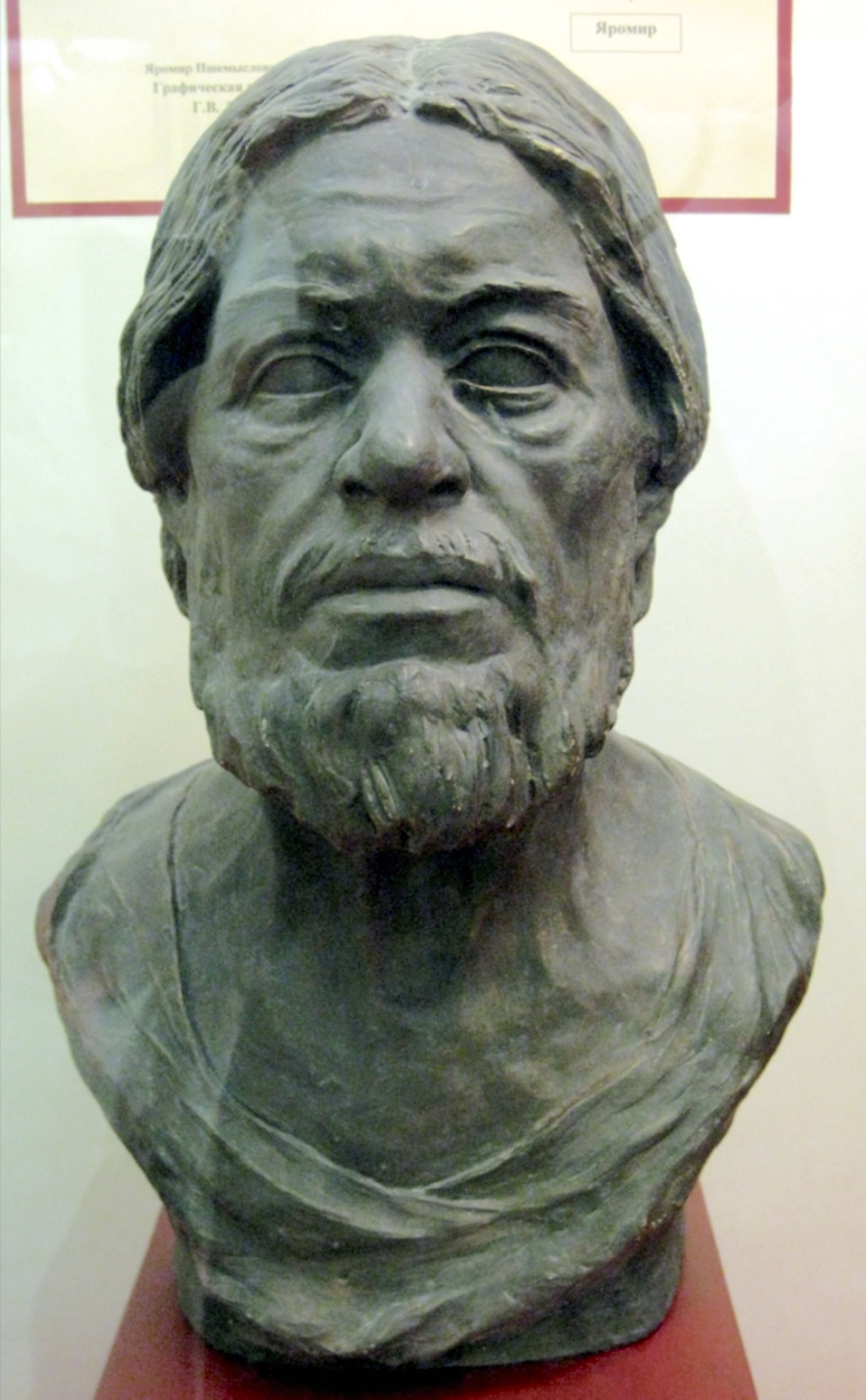
Самуил 997-1014 Царь Болгарии
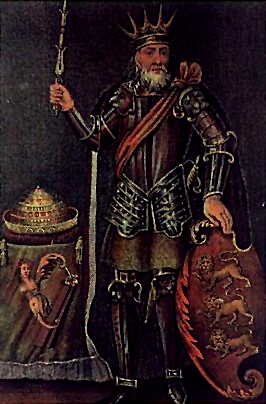
Бриан Бору 978-1014 Король Ирландии
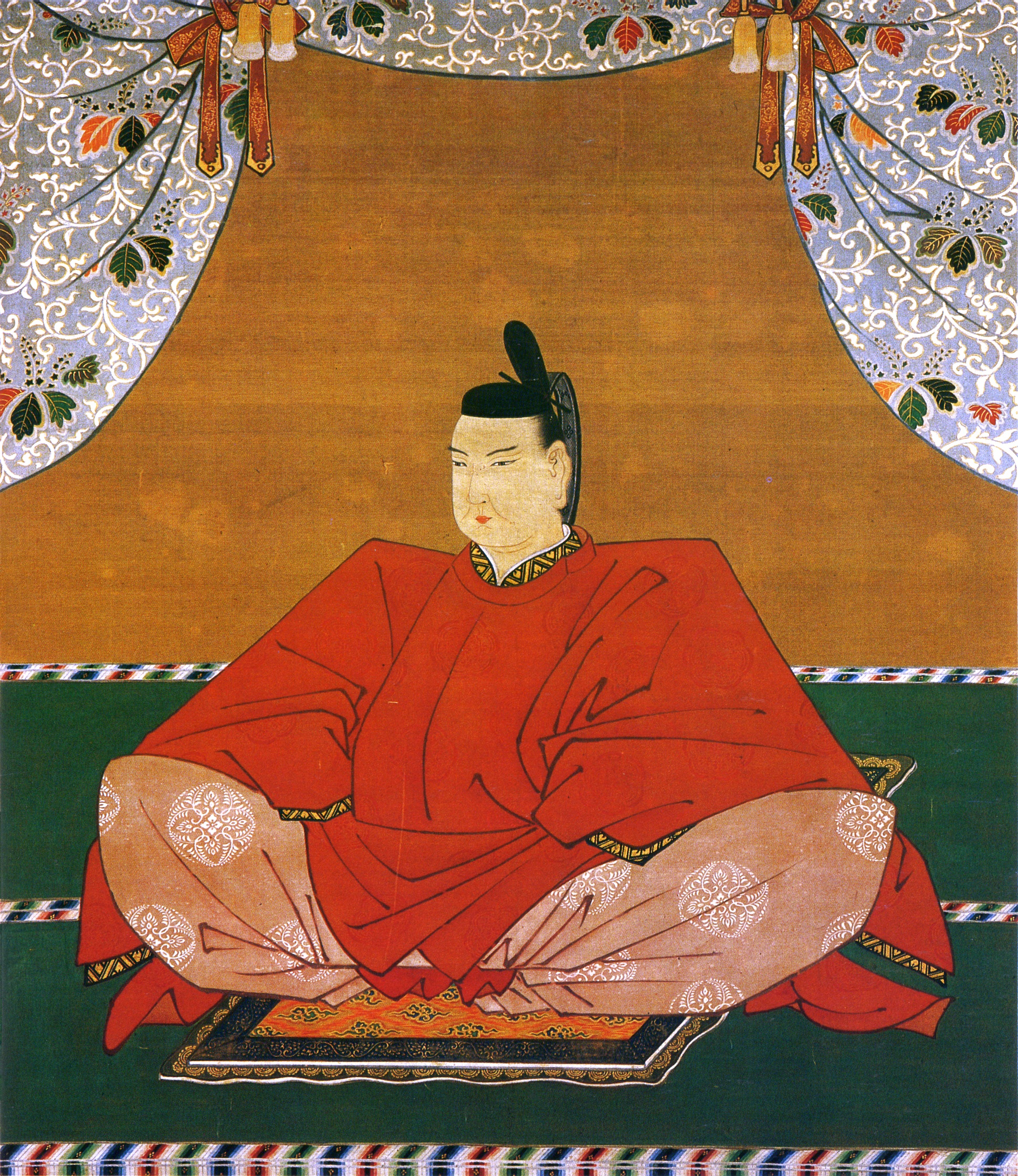
Итидзё 986-1011 Император Японии
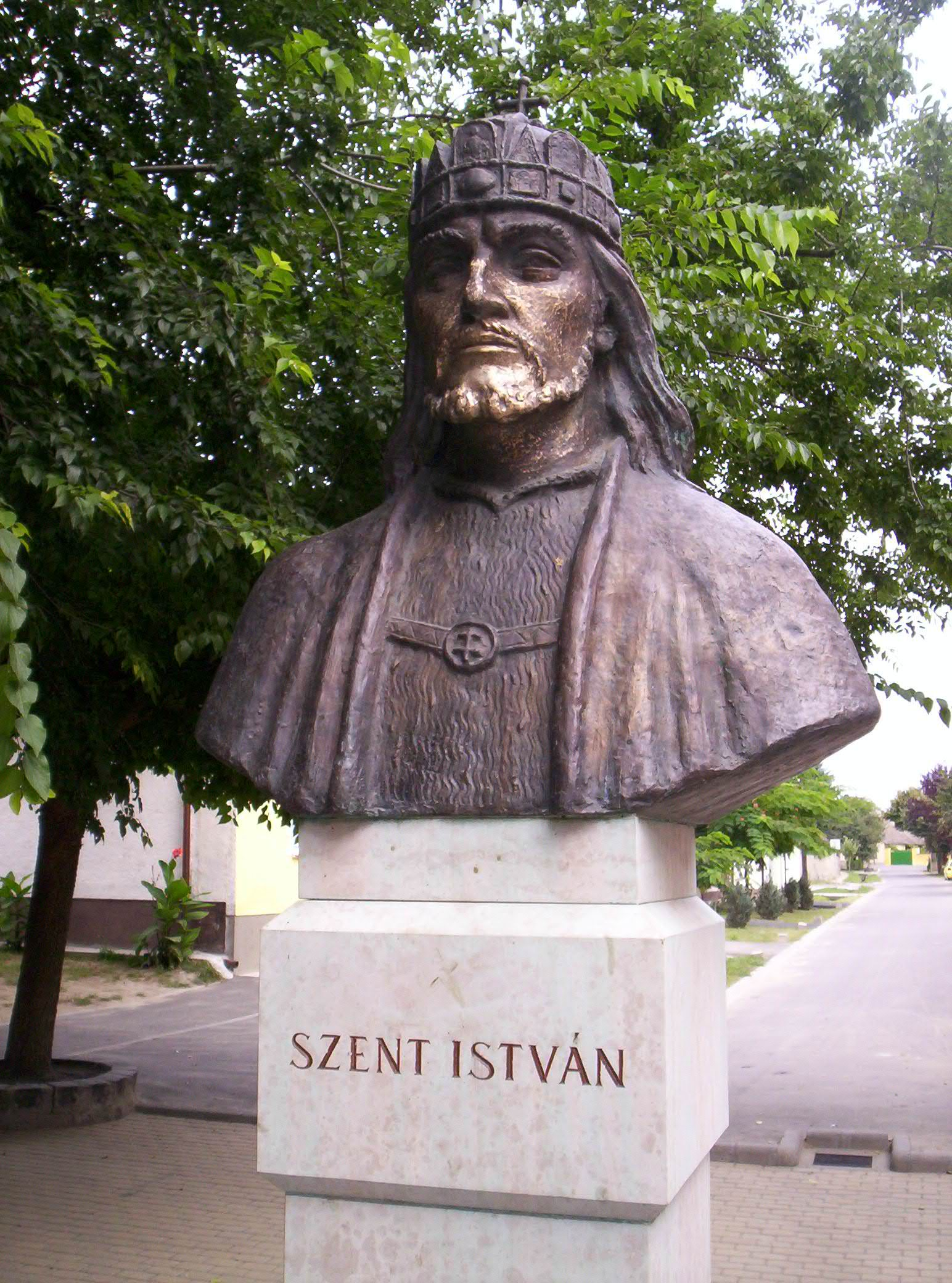
Иштван I 1001-1038 Король Венгрии
Баграт III 1008-1014 Царь Грузии
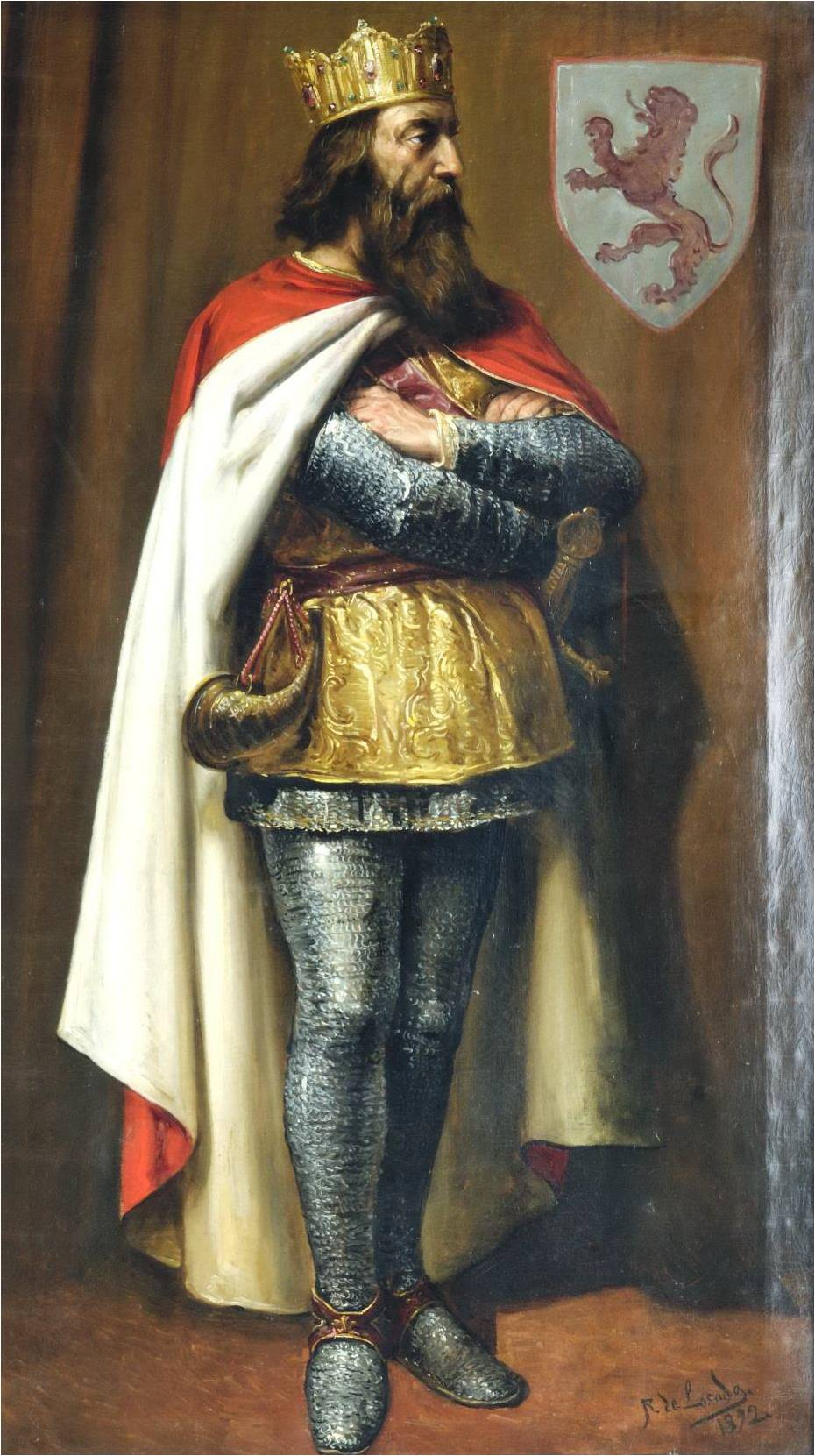
Альфонсо V 999-1028 Король Леона
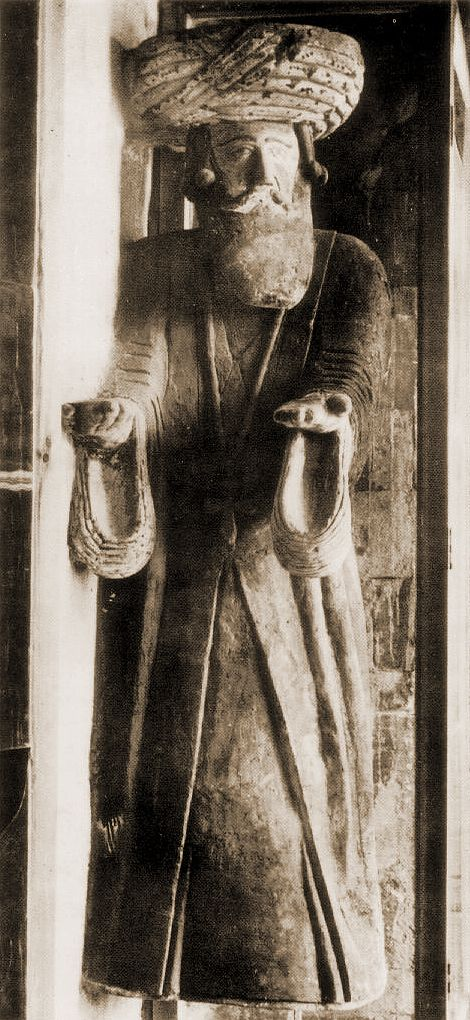
Гагик I 989-1020 Царь Армении
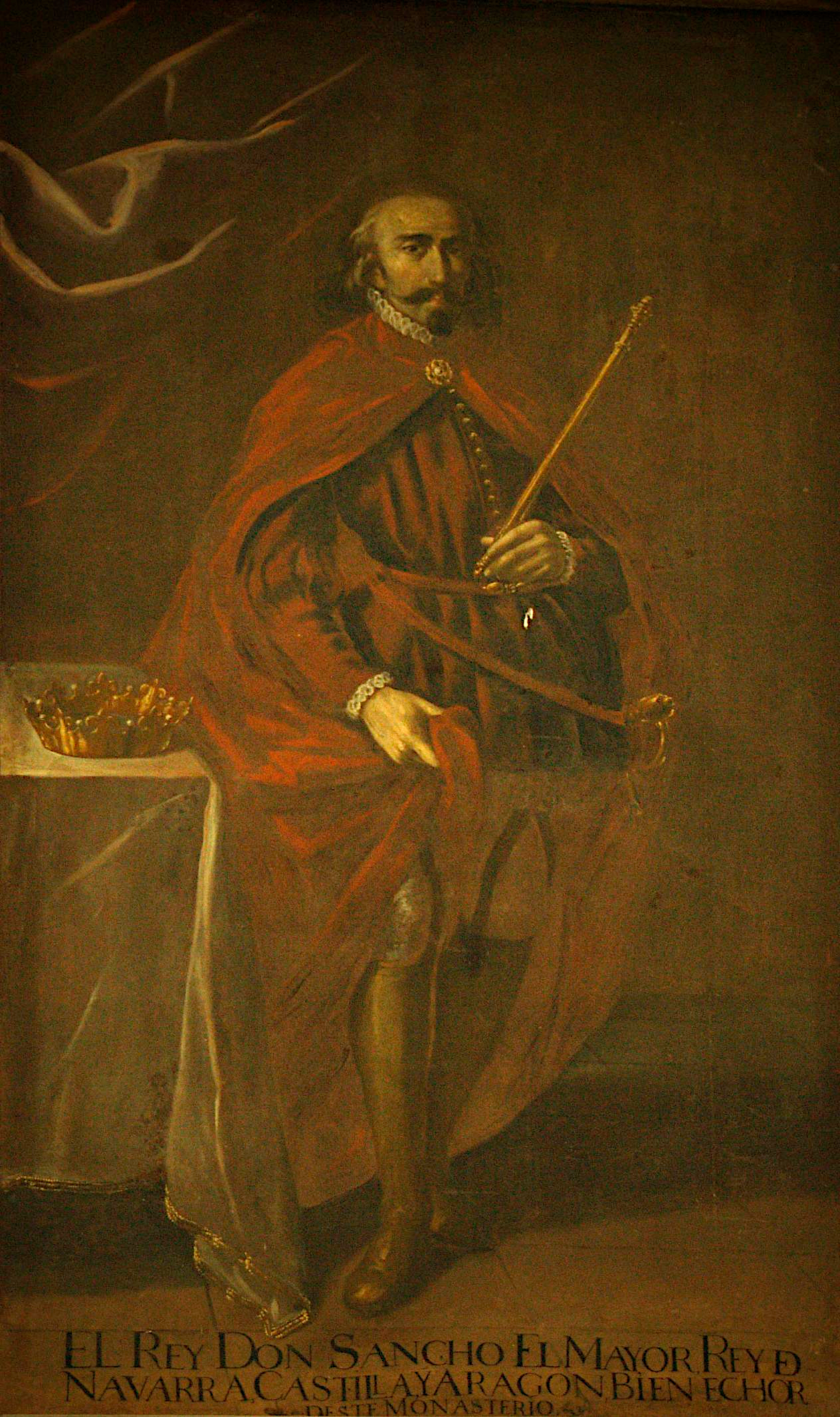
Санчо III Великий 1004-1035 Король Наварры
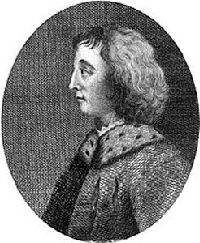
Малкольм II 1005-1034 Король Шотландии
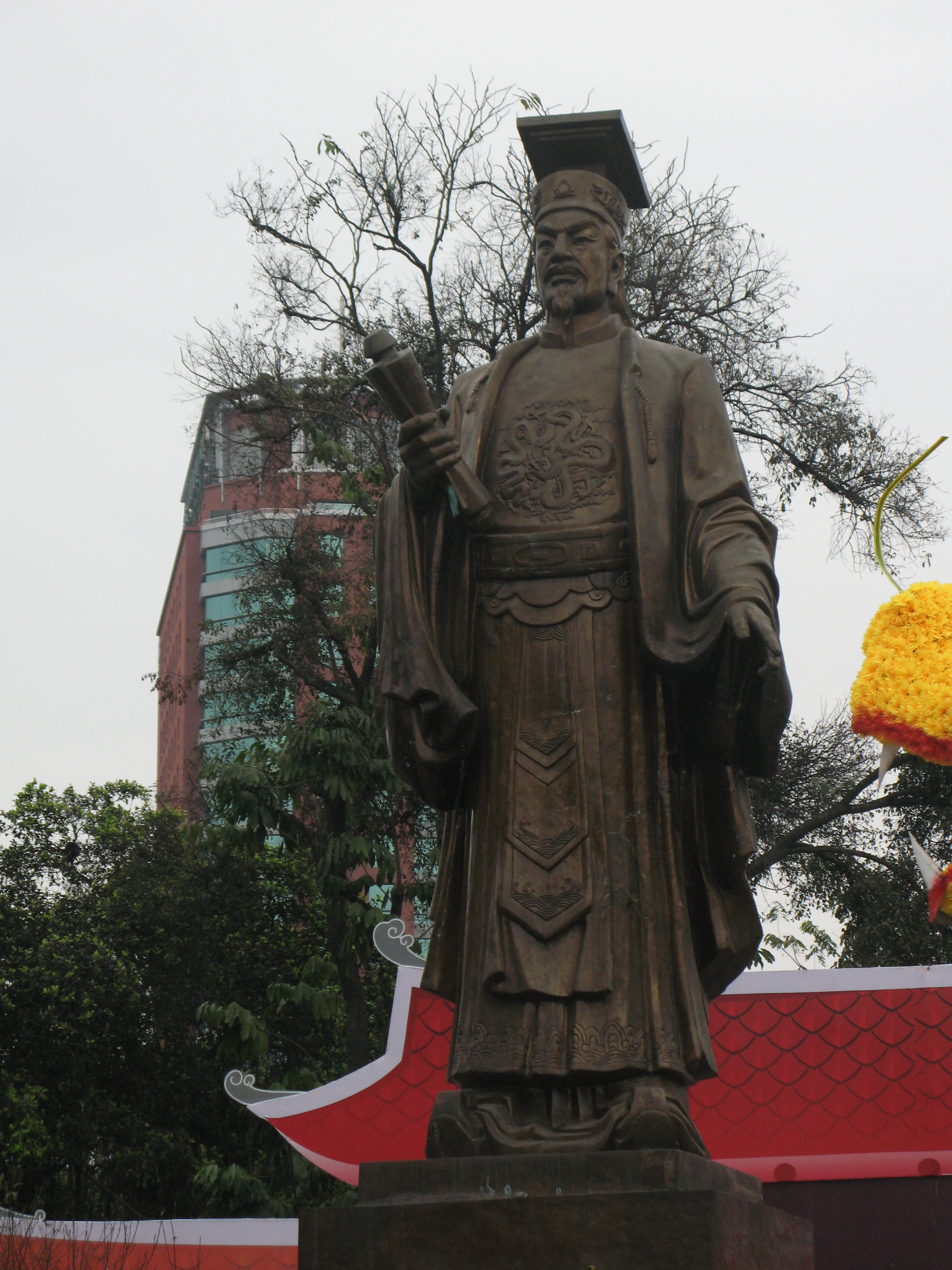
Ли Тхай То 1009-1028 Император Дайковьета
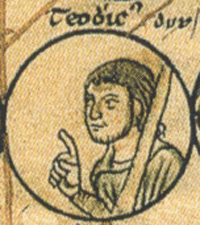
Тьерри I 978-1026 Герцог Верхней Лотарингии
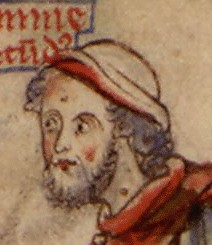
Ричард II Добрый 996-1026 Герцог Нормандии
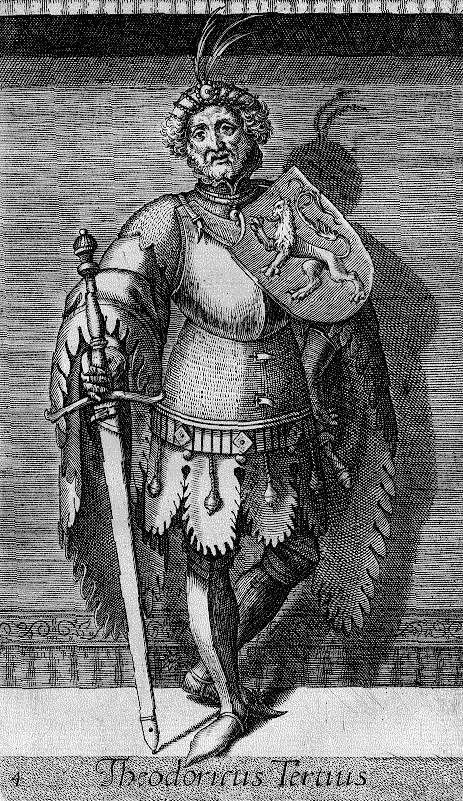
Дирк III 993-1039 Граф Голландии
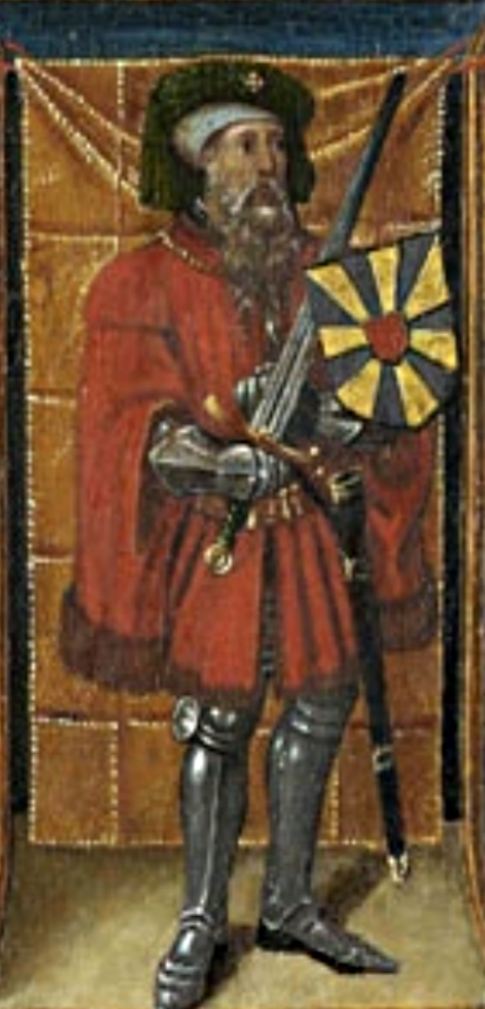
Бодуэн IV Бородатый 987-1035 Граф Фландрский
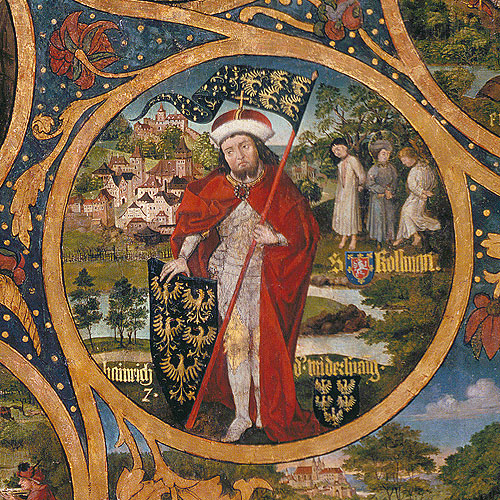
Генрих I 994-1018 Маркграф Австрии
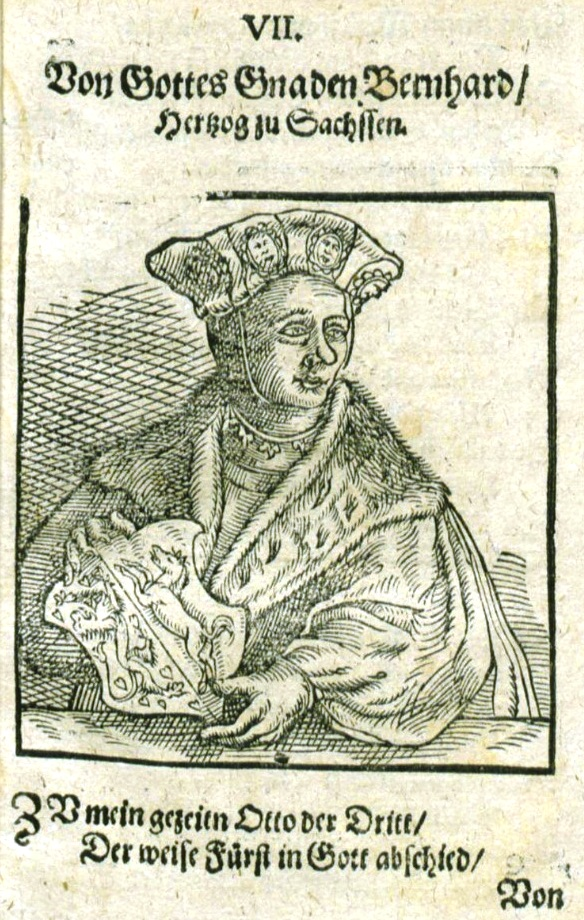
Бернхард II 1011-1059 Герцог Саксонский
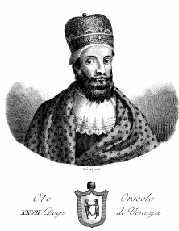
Оттон Орсеоло 1009-1026 Дож Венеции
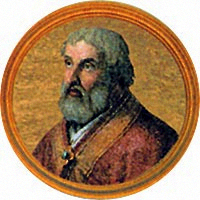
Сергий IV 1009-1012 Папа римский